# كيفين ويليامسون
كيفين ويليامسون (بالإنجليزية: Kevin Williamson)‏ (و. 1965 – م) هو كاتب سيناريو، ومخرج سينمائي، ومنتج أفلام، وممثل من الولايات المتحدة الأمريكية . ولد في نيوبيرن، كارولاينا الشمالية .

## التعليم
تعلم في جامعة كارولينا الشرقية

## أعمال بارزة
من أهم أعماله:
- أعرف ماذا فعلت الصيف الماضي
- يوميات مصاص دماء.

## جوائز
حصل على جوائز منها:
- جائزة زحل لأفضل كتابة  [لغات أخرى]‏، عن عمل:صرخة.

## روابط خارجية
- كيفين ويليامسون على موقع IMDb (الإنجليزية)
- كيفين ويليامسون على موقع ألو سيني (الفرنسية)
- كيفين ويليامسون على موقع أول موفي (الإنجليزية)
- كيفين ويليامسون على موقع قاعدة بيانات الأفلام السويدية (السويدية)
- كيفين ويليامسون على موقع إن إن دي بي (الإنجليزية)
- كيفين ويليامسون على موقع قاعدة بيانات الفيلم (الإنجليزية)
- كيفين ويليامسون على موقع كينوبويسك (الروسية)